# Mimenicodes unicolor
Mimenicodes unicolor är en skalbaggsart som beskrevs av Stefan von Breuning 1940. Mimenicodes unicolor ingår i släktet Mimenicodes och familjen långhorningar. Inga underarter finns listade i Catalogue of Life.